# Piramida lui Djoser

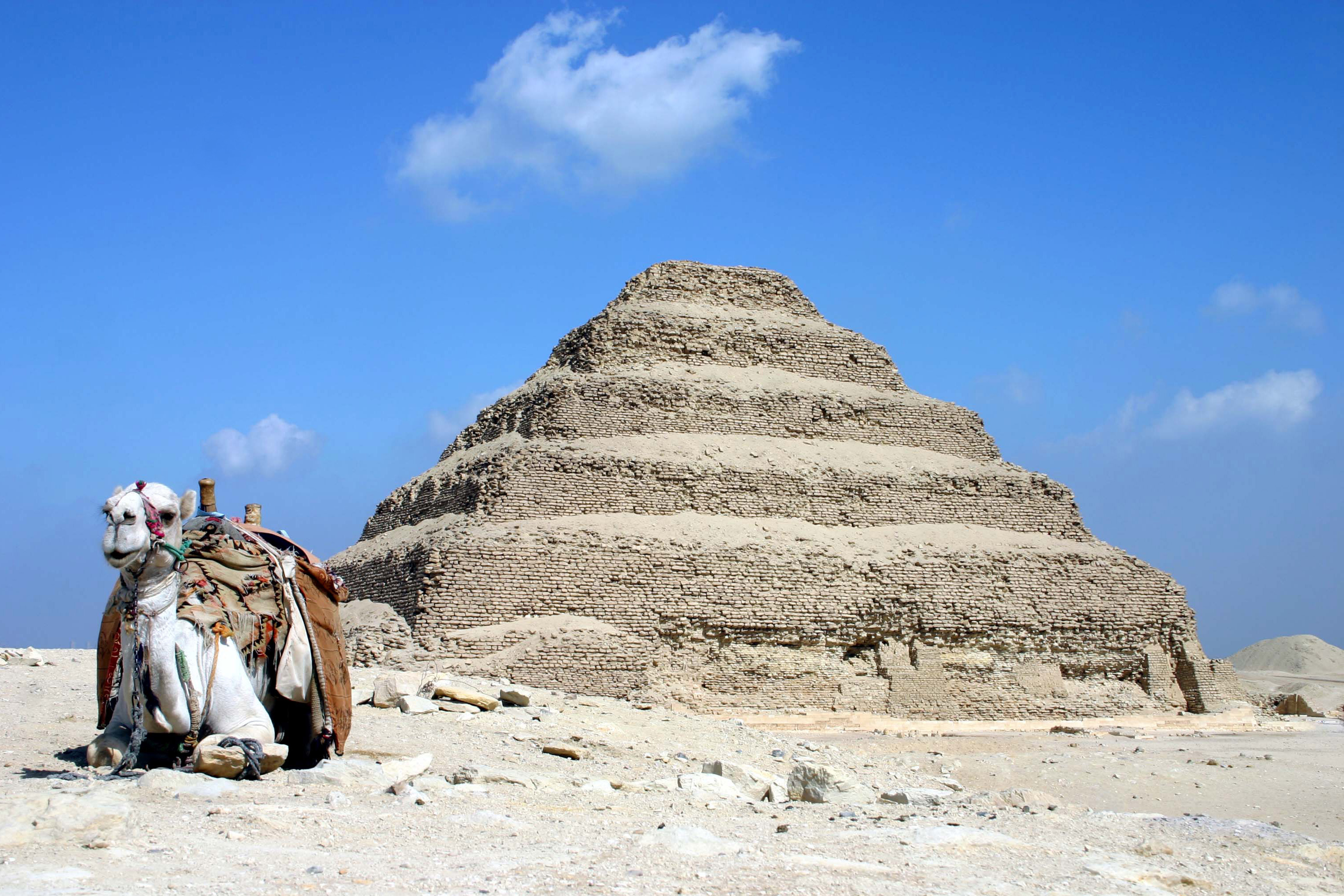
Piramida lui Djoser

Netjerikhet Djoser (Lista Regilor din Turin "Dsr-it"; Manetho "Tosarthros") este cel mai cunoscut faraon al celei de-a III-a dinastii a Egiptului Antic prin comandarea unei piramide (Piramida în trepte din Saqqara).Construirea piramidelor a început pe vremea celei de-a treia .Această perioadă a cuprins circa 16 veacuri (secolele 26/11 înainte de Hr.).Cea mai veche este considerată a fi Piramida în Trepte a lui Djoser de la Saqqara,opera arhitectului Imhotep.Construcția de 118 ori 140 de metri , cu 6 niveluri și o înălțime de 60 de metri , pare a fi monumentul funerar al faraonului Djoser.